# Великое Село (Вологодская область)
Вели́кое Село́ — деревня в Белозерском районе Вологодской области.
Входит в состав Енинского сельского поселения, с точки зрения административно-территориального деления — в Енинский сельсовет.
Расстояние по автодороге до районного центра Белозерска — 49 км, до центра муниципального образования посёлка Лаврово — 5 км. Ближайшие населённые пункты — Гришкино, Ивантеево, Лаврово.
По данным переписи в 2002 году постоянного населения не было.